# Sillimanit
Sillimanit (Bowen, 1824), chemický vzorec Al2SiO5, je kosočtverečný minerál ze skupiny neosilikátů. Má stejné složení jako kyanit, ale liší se od něj strukturou a podmínkami vzniku. Je hojný v některých metamorfovaných horninách, kde tvoří sloupcovité krystaly a vláknité agregáty. Dále se vyskytuje v některých pegmatitech, kde může tvořit krystaly drahokamové kvality.
Pojmenován podle: Benjamin Silliman (1779–1864), americký chemik a mineralog, profesor na Yaleově univerzitě, New Haven, Connecticut, USA.

## Původ
- metamorfní – nachází se v regionálně metamorfovaných horninách (svor, rula – sillimanitové ruly moldanubika), v kontaktně metamorfovaných rohovcích bohatých na Al, také v granulitech a eklogitech;
- magmatický – vzácně v pegmatitech a žulách.

## Morfologie
Krystaly dlouze prizmatické až jehlicovité. Častěji paprsčité, vláknité, plstnaté (odrůda fibrolit) a celistvé agregáty, valouny.

## Vlastnosti
- Fyzikální vlastnosti: Tvrdost 6,5–7,5, křehký, hustota 3,24 g/cm³, štěpnost dokonalá ve směru {010}, lom nepravidelný.
- Optické vlastnosti: Barva: bezbarvý, bílá, šedá, žlutavá, nahnědlá, nazelenalá, modravá. Lesk skelný až perleťový, průhlednost: průhledný až průsvitný, vryp bílý.
- Chemické vlastnosti: Složení: Al 33,30 %, Si 17,33 %, O 49,37 %. V kyselinách nerozpustný, před dmuchavkou se netaví.

## Polymorfie
- andalusit, kyanit

## Podobné minerály
- kyanit, mullit

## Parageneze
- andalusit, kyanit, spinel, almandin, cordierit, biotit, křemen

## Využití

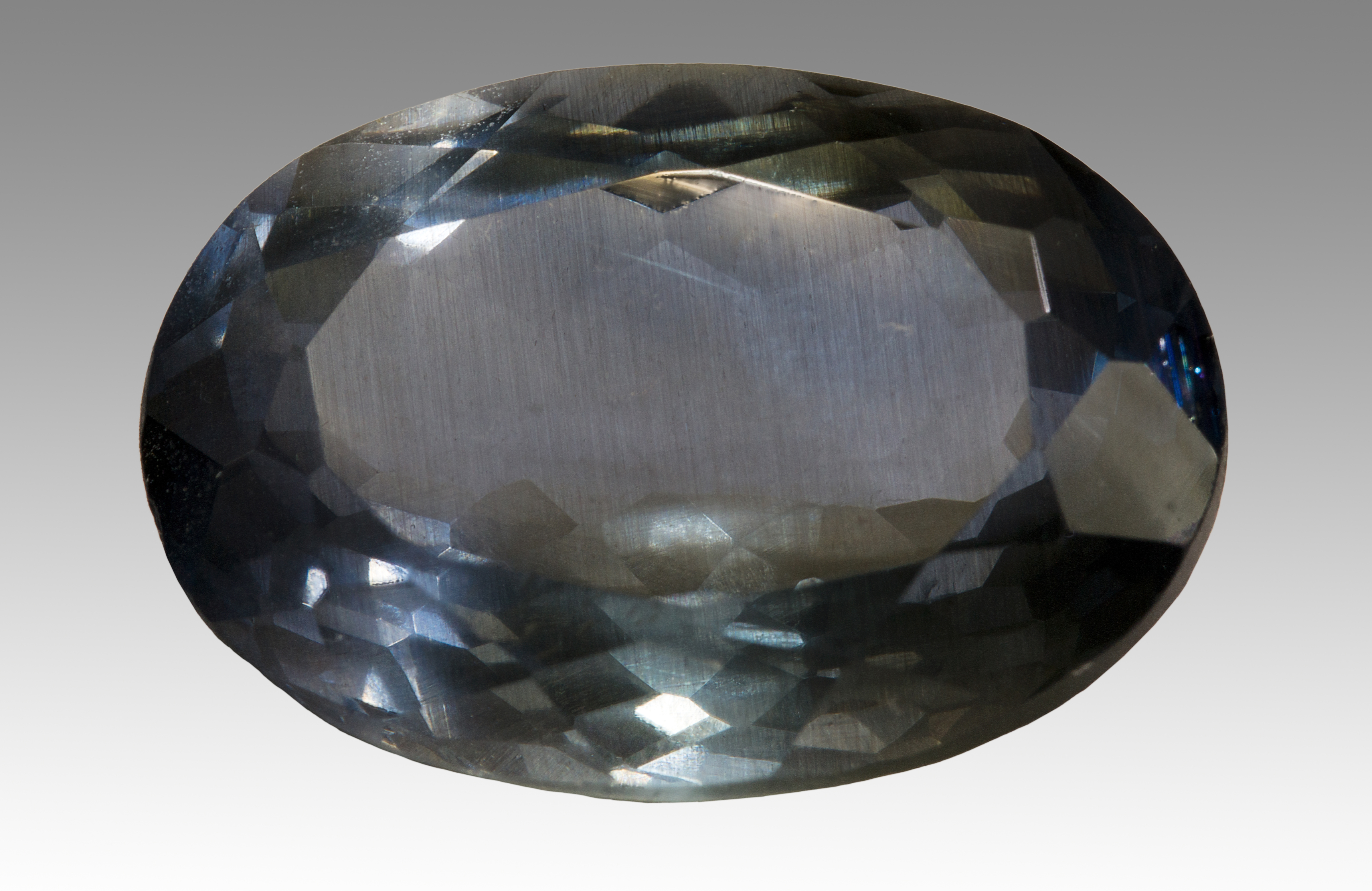
Sillimanit řez

Ohnivzdorné materiály, izolátory, někdy jako drahý kámen.

## Naleziště
Hojný minerál.
- Česko – v rulách a migmatitech na Šumavě, v krystalických břidlicích na Českomoravské vrchovině
- Slovensko – Hnúšťa u Banské Bystrice
- Rakousko – Sellrain am Juchen
- Norsko
- Indie – Khasi Hills
- a další.